# Maison Rocheleau
La maison Rocheleau, aussi connue sous le nom de manoir des Jésuites, est une maison située au 555, rue Notre-Dame Est dans le secteur de Cap-de-la-Madeleine de Trois-Rivières au Québec (Canada). Cette maison a été construite en 1742 par François Rocheleau (1697-1756) sur les terres des Jésuites, alors seigneur du Cap-de-la-Madeleine. Il devait selon l'entente leur réserver une chambre lors de leur passage sur leur seigneurie. Les Rocheleau restèrent propriétaire de cette maison jusqu'au milieu du XIXe siècle. À la suite du développement du sanctuaire Notre-Dame-du-Cap après 1870, elle est transformée en maison de chambre[Quoi ?]. Elle a été citée immeuble patrimonial en 2000 par la ville de Cap-de-la-Madeleine. Elle a été rénovée au début des années 2010 et a ouvert en 2014 comme musée consacré à l'histoire locale.

## Histoire
La maison Rocheleau a été construite en 1742 par François Rocheleau (1697-1756), cultivateur et agent seigneurial des Jésuites pour la Seigneurie du Cap-de-la-Madeleine, sur un terrain appartenant aux Jésuites. Ces derniers étaient propriétaires de la seigneurie du Cap-de-la-Madeleine, mais contrairement aux propriétaires particuliers, ils étaient exemptés d'y tenir feu et lieu. François Rocheleau devait en contrepartie réserver une chambre dans sa maison à la Compagnie de Jésus. Après la Guerre de la Conquête, les Britanniques ont interdit à certaines communautés religieuses, dont les Jésuites, toute forme de recrutement, ce qui provoque à terme la disparition de la communauté. Quant aux Rocheleau, ils resteront propriétaires de la maison jusqu'au milieu du XIXe siècle.

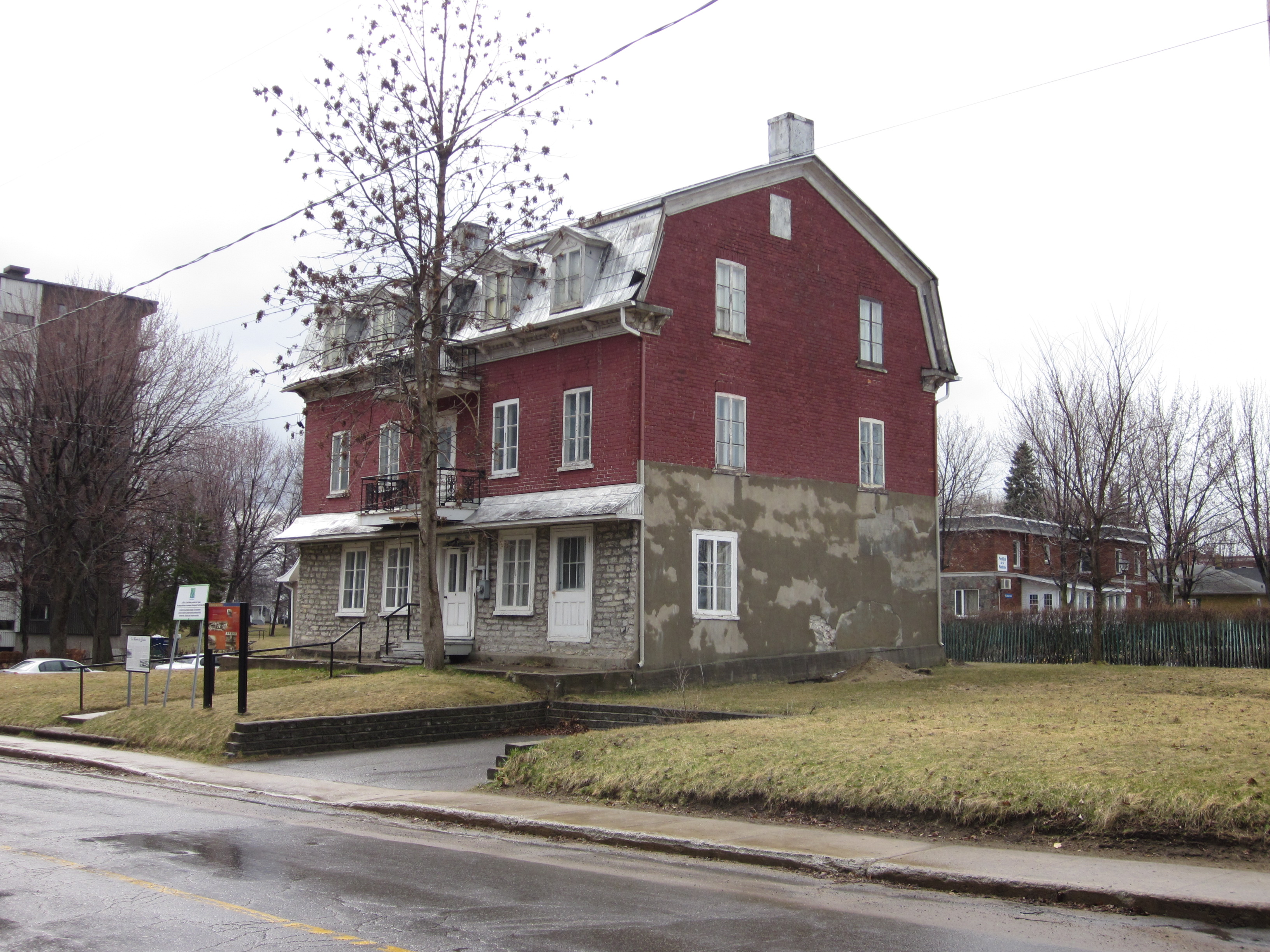
La maison Rocheleau (manoir des Jésuites) avant la restauration en 2012.

Le début des pèlerinages au sanctuaire Notre-Dame-du-Cap à la fin du XIXe siècle change la vocation de la maison. Onésime Toupin qui achète la maison en 1871 la convertit en maison de chambre pour les pèlerins. En 1903, il fait ajouter deux étages, suivant la tendance des édifices de la rue Notre-Dame alors en pleine expansion commerciale. Cet agrandissement lui donnera un style Second Empire, en vogue à l'époque. En 1911, elle est vendue au docteur Charles Numa De Blois, qui exploitait à proximité une source d'eau minérale à des fins thérapeutiques. Elle sera ensuite acquise par les pères Oblats de Marie-Immaculée, qui administrent le sanctuaire.

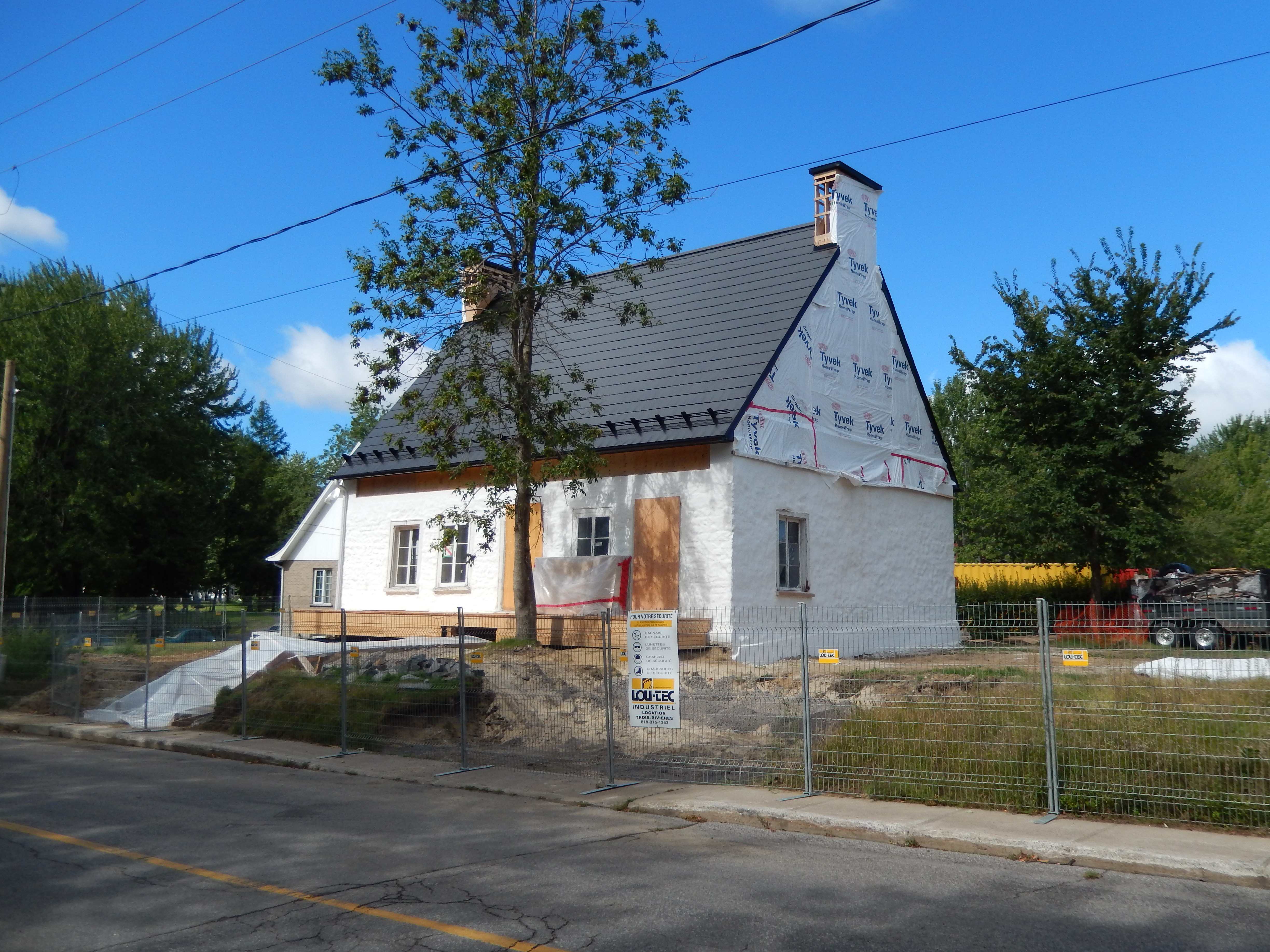
La maison Rocheleau au cours des rénovations en 2013.

La maison est listée comme immeuble patrimonial par la Ville de Cap-de-la-Madeleine le 5 juin 2000. En 2002, Cap-de-la-Madeleine est regroupé à Trois-Rivières lors de la réorganisation des municipalités du Québec. Elle est achetée par la Ville de Trois-Rivières en 2011. Entre 2012 et 2014, elle subit d'importants travaux de rénovation au coût de 766 000 $. Les deux étages supérieurs lui  ont été enlevés et on s’efforce de lui donner l'apparence qu'elle avait sous le régime français,. À la suite de la rénovation la Ville décide de changer le nom de la maison pour « Maison Rocheleau ».
Un musée consacré à l'histoire de la maison et de Cap-de-la-Madeleine ouvre ses portes en 2014.